# Базалія
Базалі́я — селище в Україні, у Теофіпольській селищній громаді Хмельницького району Хмельницької області. Розташоване у верхів'ях річки Случ (притока Горині), за 30 км від залізничної станції Війтівці на лінії Гречани — Тернопіль, за 18 км на південь від Теофіполя.

## Назва
Єдина версія щодо походження назви містечка виводить її від імені засновника Базалії князя Василя Костянтина Острозького. Спершу містечко мало назву Базилея Руська (лат. Basylea Russiae, від латиномовного варіанту імені Василь — Basilius), а вже згодом назва трансформувалася у сучасний варіант — Базалію. Назва Базилія вживалася до кінця XVIII століття (в імператорському указі від 5 (16) липня 1795 року про розділ губерній на повіти повіт названо Базилійським, а вже в указі від 22 січня (2 лютого) 1796 року щодо затвердження гербів повітових центрів нових губерній місто назване Базалією).
Щодо сучасного наголосу назви селища, то існують дві різні тенденції — одна підтримується чинними словниками, інша є поширеною розмовною практикою серед мешканців селища. Сучасний орфографічний словник вказує наголос на передостанній склад — Базалі́я. Однак мешканці самої Базалії і довколишніх сіл при розмові роблять наголос на другий склад — База́лія.

## Географія

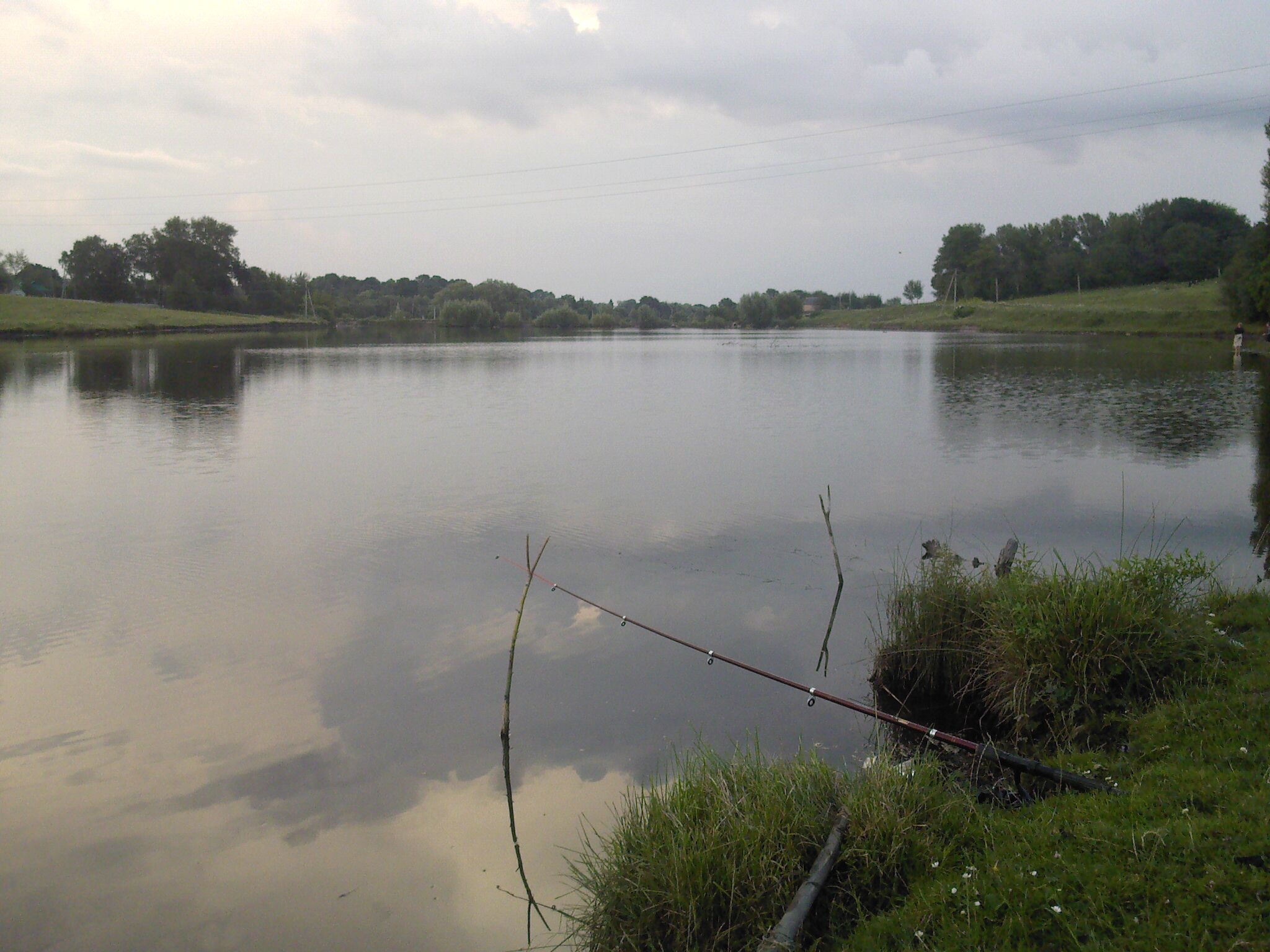
Став на притоці Случі.

За геоморфологічним районуванням Базалія розмістилася на підвищеній лесовій частині Волині у Подільській височині.
Річка Случ, у верхів'ях якої розкинулася Базалія, бере свій витік біля села Слуцьке Теофіпольської громади, омиває селище з півдня і сходу. Історично Базалія розташована на двох пагорбах, оточених з двох боків вигином річки, а з третього — струмком. Підвищення рельєфу забезпечувало надійний візуальний зв'язок між двома частинами містечка і контроль над будь-якою його частиною і прилеглими територіями.
У межах Базалії в заплаві річки Случі і струмка, що в неї впадає, утворено три стави.
Екологічна ситуація Базалії характеризується як нормальна.
Клімат у Базалії помірно-континентальний.

## Історія

### Річ Посполита

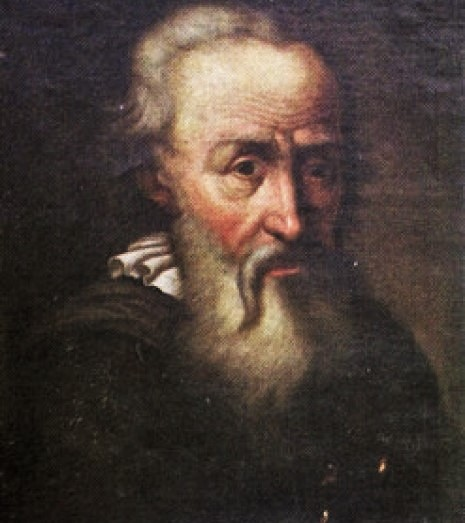
Василь Костянтин Острозький — засновник містечка.

Точна дата заснування містечка невідома. Вперше згадується в документі від 1574 року в зв'язку з суперечкою за ґрунти, на яких розташоване містечко, між Чолганськими і князями Острозькими. Обидві сторони дійшли згоди і Василь Костянтин Острозький назвав містечко власним іменем. Тоді базалійським війтом був Петро Лось.
На Базалію неодноразово нападали і спалювали татари, зокрема у 1576 і 1583 роках.
25 березня 1577 року князь Василь Костянтин Острозький надав містечку Базалії магдебурзьке право, а король Стефан Баторій підтвердив це надання 23 вересня 1578 року. Локаційним привілеєм у Базалії дозволено проводити чотири ярмарки на рік і щотижневі торги. Останні відбувалися у суботу. Міщани зобов'язувалися ремонтувати, у разі пошкодження або стихійного лиха, та підтримувати міський став, греблю і млини «бо кожному вони потрібні». Під 1582 роком згадується в'язниця. У 1586 році зведено костел. Під 1597 і 1615 роками згадується Базалійський замок.
Станом на 1615 рік у Базалії вже було 11 вулиць. Найбільшими серед них були — Чаполовська, Війтівська, Спаська, Козлова. У місті нараховувалося близько 475 будинків, церква Святого Спаса, шпиталь і школа, ратуша, ринок на якому було 35 «крамничих комор». У місті мешкали 13 шляхетських родин. Працювали 25 ремісників. Основним заняттям мешканців було сільське господарство. В етнічній палітрі міста переважали українці, але були також поляки і євреї. Місто з трьох боків оточувала вода, з напільного боку було захищене ровом і валом. На валу розташовувався дерев'яний паркан з вісьмома вежами. До міста можна було потрапити через три брами. Місто володіло значною збройовою потугою.
Містечко входило до Острозької ординації, відтак перейшло від Острозьких до Заславських, а потім до Санґушків.
Від 1750 року у власності Ігнатія Сапіги, після Кольбушівської трансакції (1753) — разом з волостю і зобов'язанням виставляти 33 вершників для захисту Вітчизни. Центр Базалійської волості, у складі якої нараховувалося близько 30 сіл і хуторів. У межах Кременецького повіту Волинського воєводства.
Влітку 1764 року під Базалією відбулася битва між надвірними підрозділами віленського воєводи Карла Станіслава Радзивіла і російськими військами. Після запеклого опору оточені волинці через брак харчів здалися в полон, після чого всі були страчені росіянами.

### Російська імперія
Унаслідок другого поділу Речі Посполитої 1793 року частини Поділля і Волині були приєднані до Російської імперії. На приєднаній території було створено Ізяславське та Брацлавське намісництва (губернії) і Кам'янецьку область.

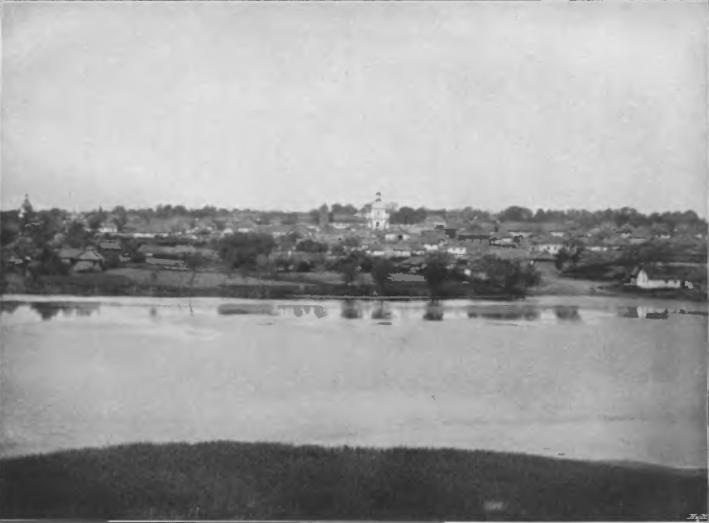
Базалія на Случі. 1910-ті.

Указом сенату від 1 (12) травня 1795 року на території, що входила до Ізяславської та Брацлавської губерній і Кам'янецької області, було утворено Волинську, Подільську і Брацлавську губернії. У складі Подільської губернії був утворений, зокрема, Базилійський повіт.
1797 року згідно з новим адмінподілом територія повіту перейшла до складу Волинської губернії, повіт був ліквідований, а Базалія перетворена на позаштатне містечко, згодом ставши волосним центром у складі Старокостянтинівського повіту.
Від 30 січня 1847 року у власності Ігнатія Собєщанського, а згодом, як посаг за його дочкою Евеліною, Ледухівських.

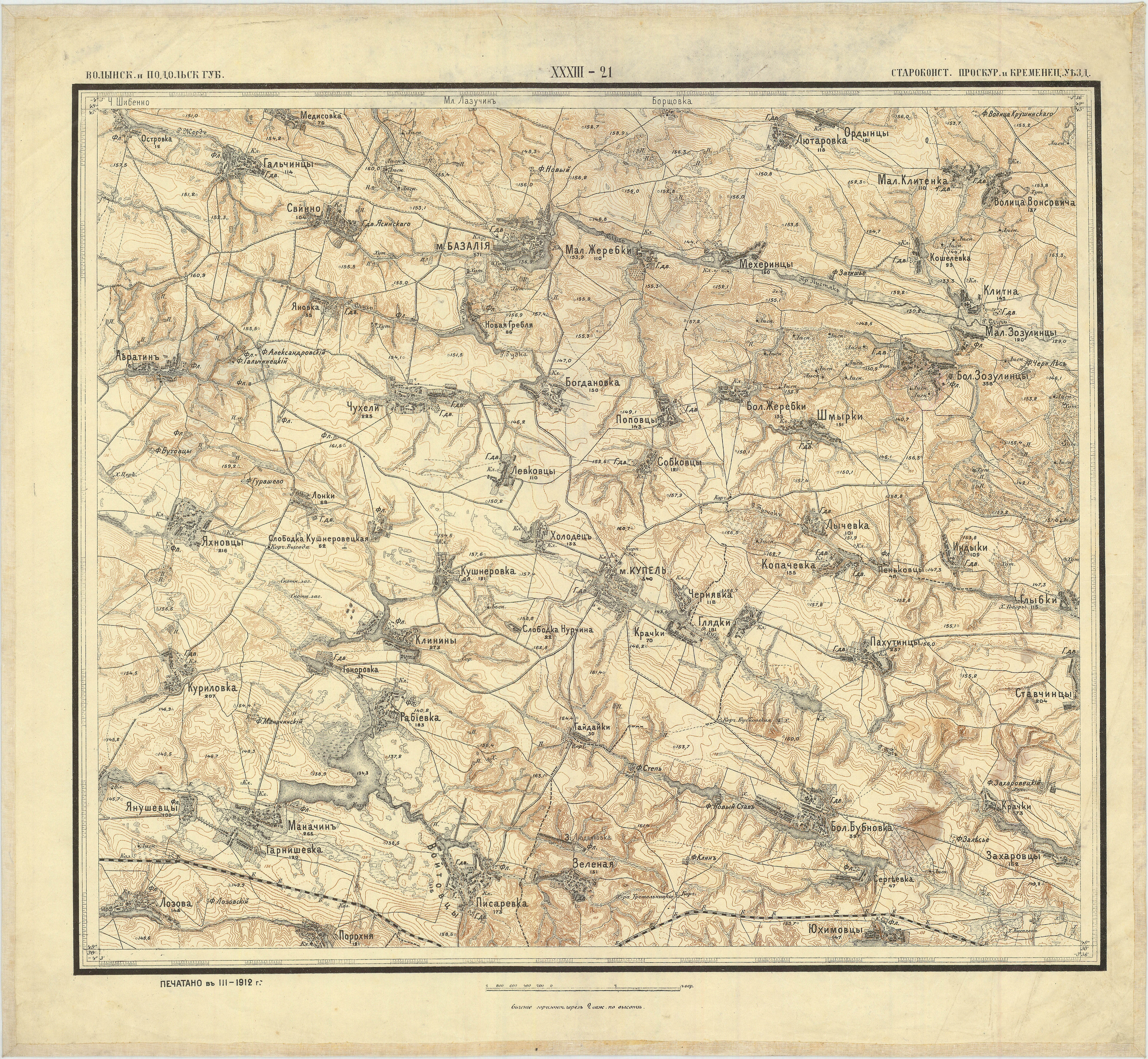
Базалія на військово-топографічній карті 1912 року.

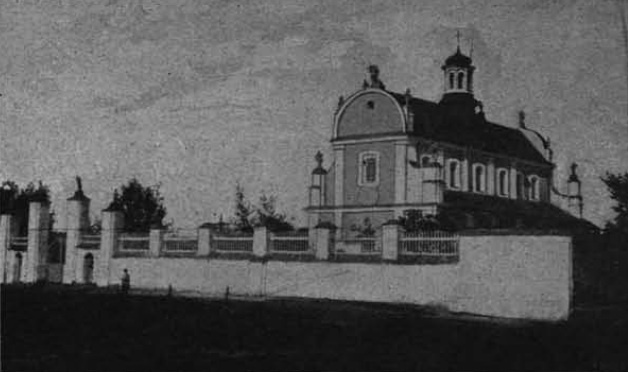
Костел Святої Трійці. 1910-ті.

Станом на кінець XIX століття в містечку було 370 дворів, у яких мешкало 2013 душ. Тут було дві православних церкви, костел, синагога, єврейський молитовний дім, училище, школа, 19 крамниць, поташний завод і винарня.

### Національно-визвольні змагання
7 (20) листопада 1917 року, відповідно до.Третього Універсалу Української Центральної Ради, увійшло до складу Української Народної Республіки.
18 липня 1918 року стався протигетьманський виступ, що охопив Базалію, Авратин і Теофіполь. Німецькі війська притримувалися нейтралітету, однак заарештували 14 шляхтичів з Теофіполя, щоб погамувати протести.
У червні 1919 року в Базалії і околицях відбувалися великі бої незначної Волинської групи Січових Стрільців і 7-ї Запорізької дивізії з переважаючими силами більшовиків. Осідок місцевих «вільних козаків».
Після українсько-радянської війни 1917—1921 років разом з частиною території Волинської губернії Базалія опинилася в складі УСРР, яка 30 грудня 1922 року ввійшла до складу новоствореного Радянського Союзу.

### Радянська окупація
З 7 березня 1923 року по 3 лютого 1931 року Базалія була центром Базалійського району, що входив до Шепетівської округи (до 1930), згодом — Бердичівської округи (1930), а після ліквідації округ був районом республіканського підпорядкування (1930—1931).
10 грудня 1924 року була прийнята постанова ВУЦВК і РНК УСРР «Про встановлення точного списку міст і містечок на Волині», яка затвердила список міст і селищ міського типу Волинської губернії. Базалія не потрапила ні до списку міст, ні до списку смт, таким чином утративши статус містечка.
З 3 лютого 1931 року по 13 лютого 1935 року Базалія входила до Теофіпольського району, який 1932 року ввійшов до складу новоствореної Вінницької області.
З 13 лютого 1935 року по 23 вересня 1959 року Базалія знову була районним центром (до 1937 року — у Вінницькій області, у 1937—1954 — Кам'янець-Подільській, у 1954—1959 — Хмельницькій).
У період Другої світової війни в селі розташовувалося гетто. У липні 1942 року євреїв з гетто було звезено до Манівців, де їх розстріляли. 
27 липня 1957 року Базалію віднесено до категорії селищ міського типу.
23 вересня 1959 року були ліквідовані 8 районів Хмельницької області, у тому числі Базалійський. Базалія ввійшла до складу Мануїльського району.
Станом на 1959 рік у селищі були маслозавод, харчокомбінат, птахо-інкубаторна станція, міжколгоспна електростанція, РТС, середня школа, школа робітничої молоді, будинок культури, дві бібліотеки.
Указом Верховної Ради УРСР від 30 грудня 1962 року були ліквідовані ще 10 районів області, у тому числі Мануїльський. Базалія опинилася в складі Волочиського району.
За новим адміністративним поділом 8 грудня 1966 року Базалія ввійшла до відновленого Теофіпольського району.
Станом на 1974 рік у селищі знаходилися цегельний, хлібний заводи; комбінати: побутового обслуговування та комунальних підприємств; міжколгоспна племінна птахо-інкубаторна станція; тваринницький комплекс, відділення районного об'єднання «Сільгосптехніка», дві загальноосвітні школи, лікарня, поліклініка, будинок культури, дві бібліотеки.

### Незалежна Україна
З 24 серпня 1991 року Базалія в складі незалежної України.
26 січня 2024 року Базалія віднесена до селищ.

### Герб містечка

Герб Базалії, прийнятий 1796 року.

Герб Базалії був затверджений 22 січня (2 лютого) 1796 року імператорським указом № 17435. Російський геральдист П. П. фон Вінклер у своїй книзі «Гербы городовъ, губерній, областей и посадовъ Россійской Имперіи, внесенные въ полное собраніе законовъ съ 1649 по 1900 годъ» подає такий опис герба:
|  | У верхній частині щита герб подільський. У нижній — на знак торгівлі між російськими і закордонними купцями — у блакитному полі дві руки, протягнених одна одній, що лежать на товарах, які зв'язані у два срібні тюки. Оригінальний текст (рос. дореф.) [Въ верхней части щита, гербъ Подольскій. Въ нижней — в означеніе производившагося торга между Россійскими и заграничными купцами — въ голубомъ полѣ двѣ руки, одна другой подаваемая и положенныя на товарахъ, въ два серебряные тюка связанныхъ.] Помилка: {{Lang}}: невпізнаний код мови: ru-dor (допомога) |

Герб використовувався до розпаду Російської імперії і був скасований радянською владою.

## Влада
Територіальна громада Базалії здійснює місцеве самоврядування через представництво селищної ради.
На виборах 2015 року на посаду селищного голови обраний Білоус Євгеній Анатолійович, безпартійний, самовисуванець.
Базалійська селищна рада налічує 14 депутатів, з них 9 самовисуванців і 5 представників партій:
- ПП «За конкретні справи» — 4
- Аграрна партія України — 1

## Демографія
Від часу заснування в етнічному відношенні Базалія є українським містечком. На початку XVII століття тут зафіксована також незначна кількість мешканців польського і єврейського походження. Загалом на той час тут мешкало близько 3,5 тисяч мешканців.
З кінця XIX століття кількість мешканців містечка сягала чотирьох тисяч. У радянський період демографічна ситуація Базалії різко змінилася в бік свого погіршення. За переписом 2001 року в селищі нараховувалося лише 2114 мешканців.. На 2011 рік кількість мешканців Базалії становить 1835 осіб

### Мова
Розподіл населення за рідною мовою за даними :
| Мова            | Кількість | Відсоток |
| --------------- | --------- | -------- |
| українська      | 2058      | 97.95%   |
| російська       | 27        | 1.29%    |
| вірменська      | 14        | 0.67%    |
| інші/не вказали | 2         | 0.09%    |
| Усього          | 2101      | 100%     |

## Економіка й інфраструктура

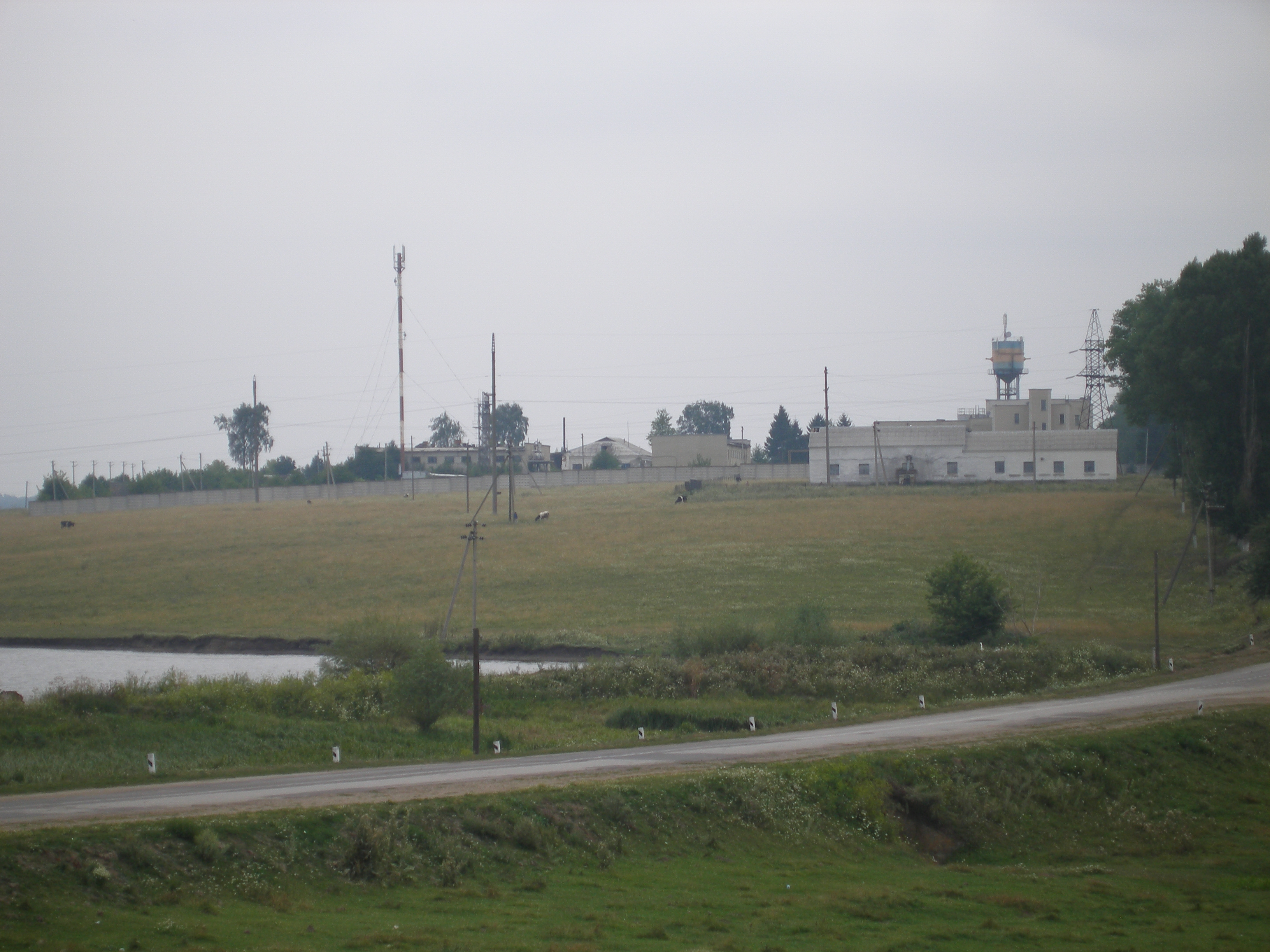
Базалійський завод продтоварів.

Основним сектором базалійської економіки є сільське господарство, представлене ТзОВ «Мрія-97 плюс», ТзОВ «Україна-2001» і ФГ «АгроКП». ТзОВ «Мрія-97 плюс» також належить приміщення, у якому збиралася селищна рада, і млин. На території селища функціонують 15 різноманітних крамниць. У селищі мають свої відділення «ПриватБанк» і «Державний ощадний банк України».
Є машинно-тракторна станція (МТС), автозаправна станція, електропідстанція.
До середини 2000-х років у селищі діяв Базалійський завод продтоварів, що спеціалізувався на виробництві безалкогольних напоїв (ситро). У жовтні 2006 року підприємство збанкрутувало.
Діє Базалійська районна лікарня.
Через селище проходить автошлях Р48 Білогір'я — Теофіполь — Базалія — Війтівці — Сатанів — Кам'янець-Подільський.

## Культура

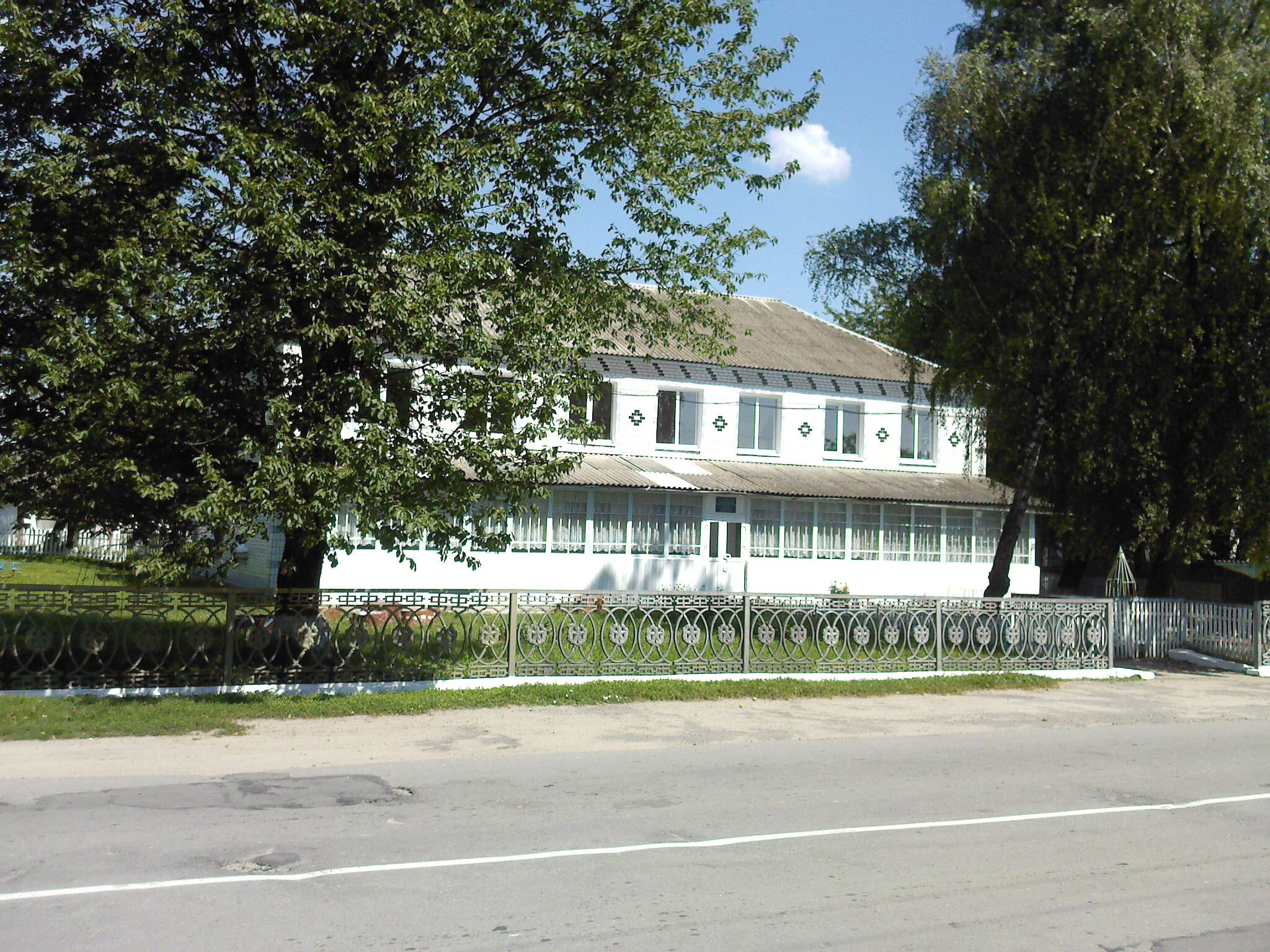
Дитячий садочок.

У Базалії зареєстрована одна громадська організація — місцеве представництво Організації ветеранів України.
За офіційною інформацією при Базалійському будинку культури функціонують фольклорно-етнографічна група «Джерело», жіноча вокальна група вчителів «Калинонька», вокальна група молоді «Юність», дитяча вокальна група «Струмочок», чоловічий вокальний колектив, хор, дитячий театр, волонтерський центр.
У Базалії встановлені такі меморіальні об'єкти: пам'ятний знак на честь воїнів-земляків, загиблих під час Другої світової війни, пам'ятник на братській могилі солдат радянської армії загиблих під час Німецько-радянської війни, пам'ятний знак жертвам Голодомору 1932—1933 років та репресованим, пам'ятник жертвам геноциду українського народу, меморіальна дошка фундатору містечкової лікарні, київському підприємцеві Григорію Гладинюку.
У містечку діє православна парафія при Свято-Успенській церкві УПЦ (МП). Два діючих цвинтарі.
Освіта в Базалії представлена дитячим садочком, загальноосвітньою школою I—III ступенів і відділенням Теофіпольського професійного аграрно-промислового ліцею.

## Відомі люди

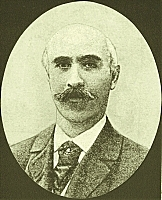
Григорій Гладинюк

- Гладинюк Григорій Пантелеймонович — київський підприємець, меценат;
- Мурадов Тарієл Фазіл Огли — український військовик, учасник російсько-української війни[40].
- Приходнюк Олександр Якович — художник-пейзажист, член Національної спілки майстрів народного мистецтва України, заслужений майстер народної творчості України (2009);
- Розквас Петро Сергійович (1993—2023) —український військовик, учасник російсько-української війни;
- Ткаченко-Попович Ольга Олексіївна (псевдонім — Ольга Базалія) — поетеса, емігрантка;
- Шатульський Матвій — громадський діяч і публіцист, один з провідників робітничого руху в українській еміграції Канади.

## Галерея

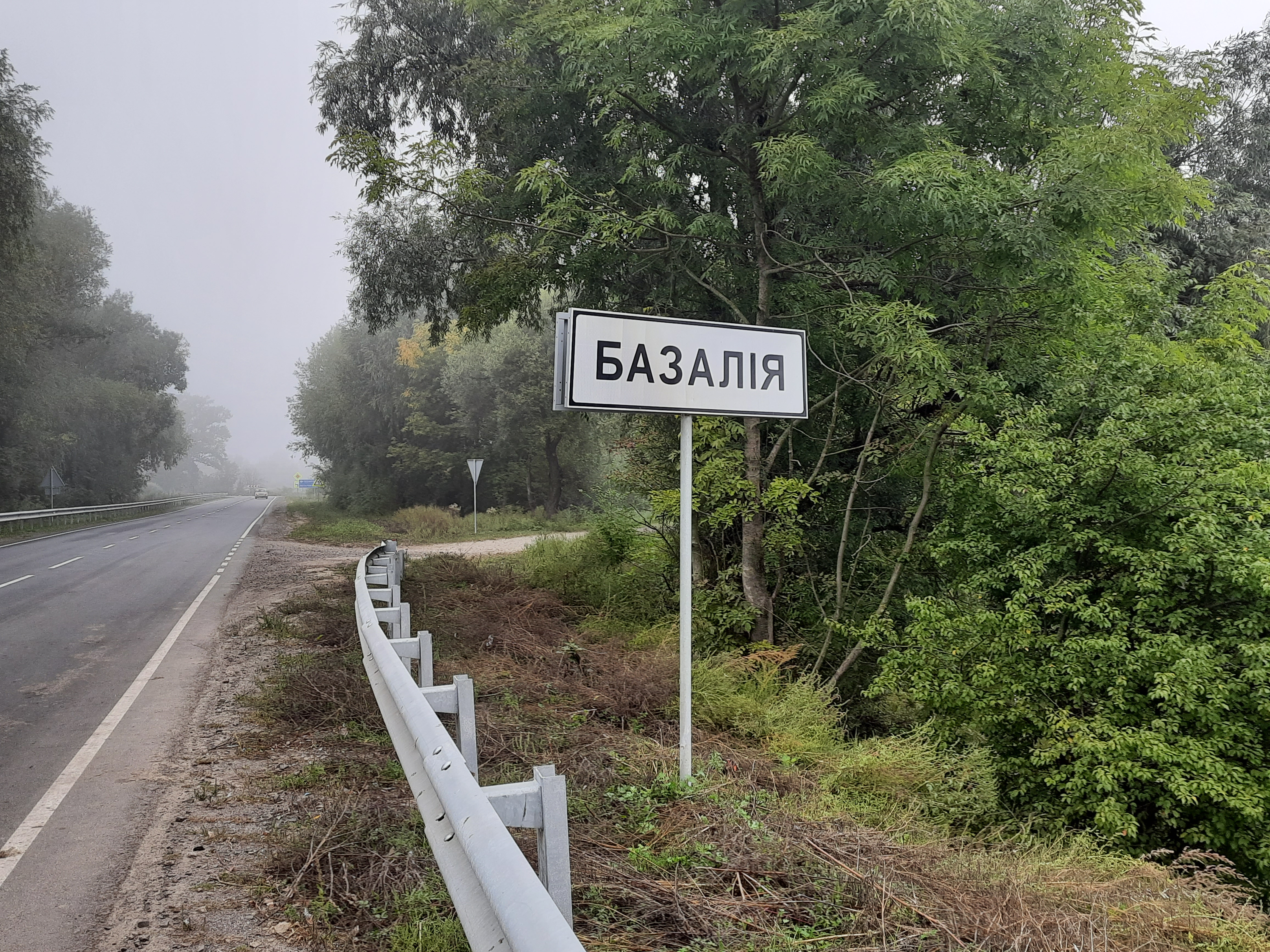
Дорожній знак при в'їзді в село
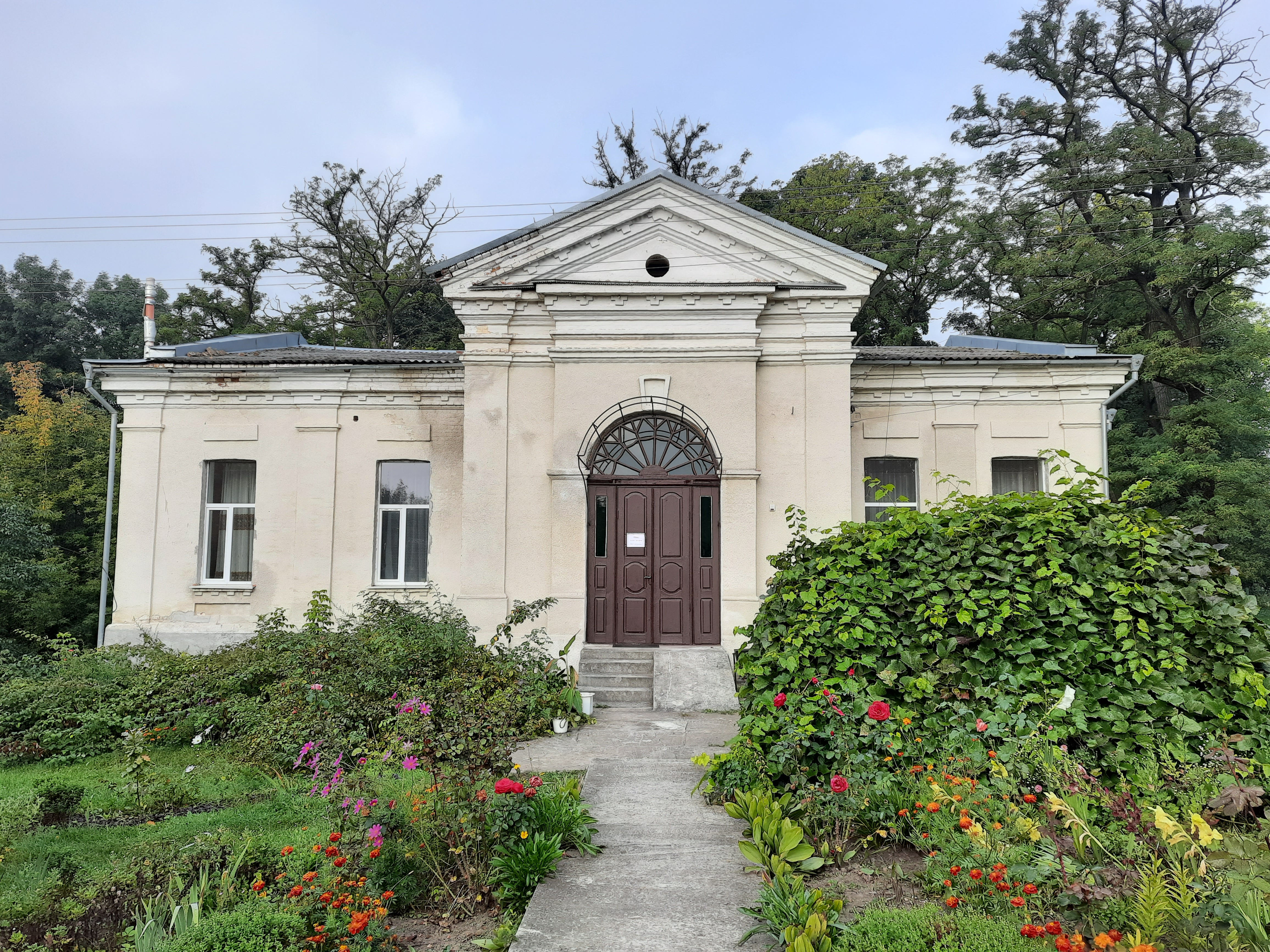
Головний корпус лікарні
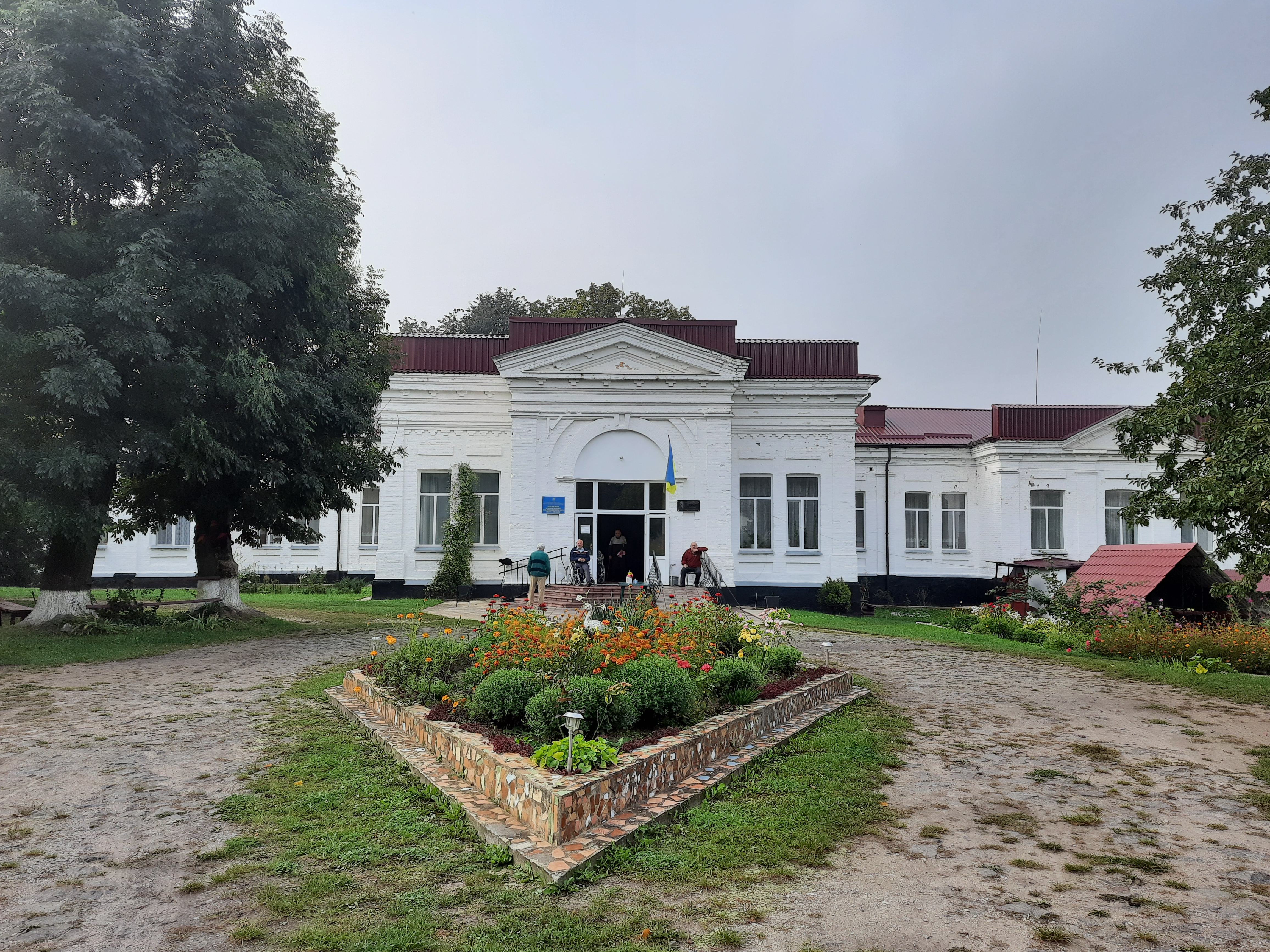
Стаціонар лікарні
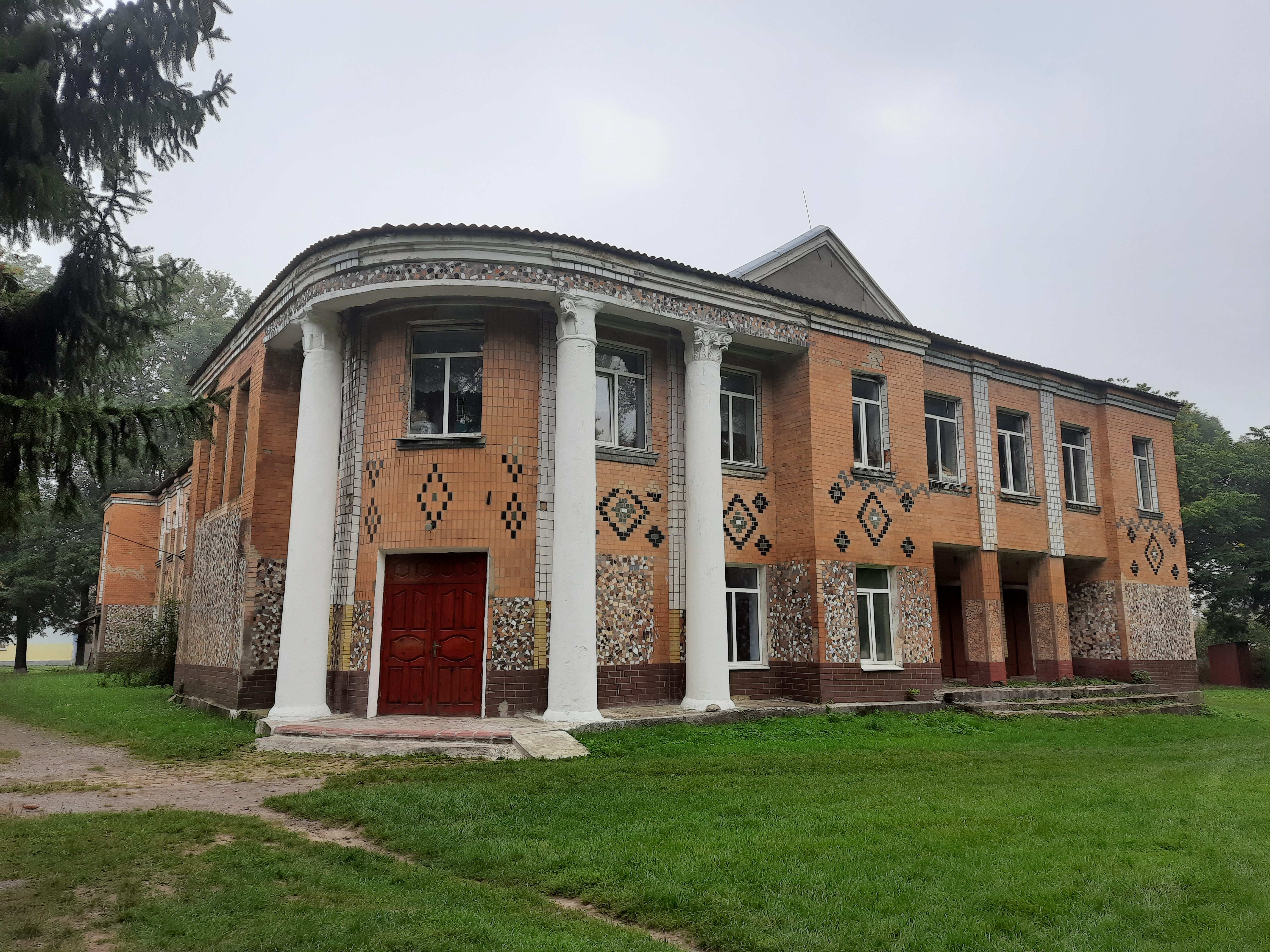
Будинок культури
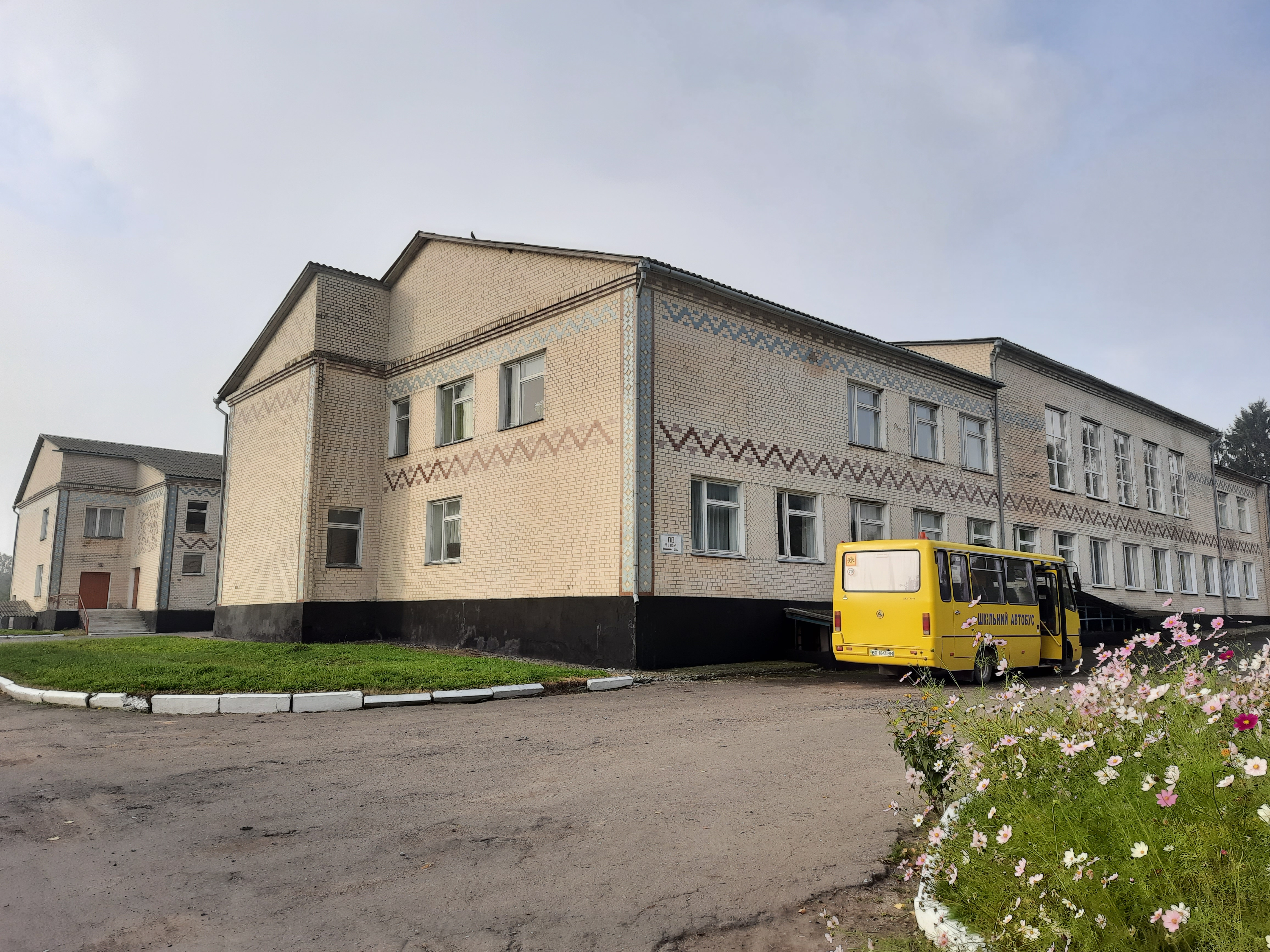
Школа
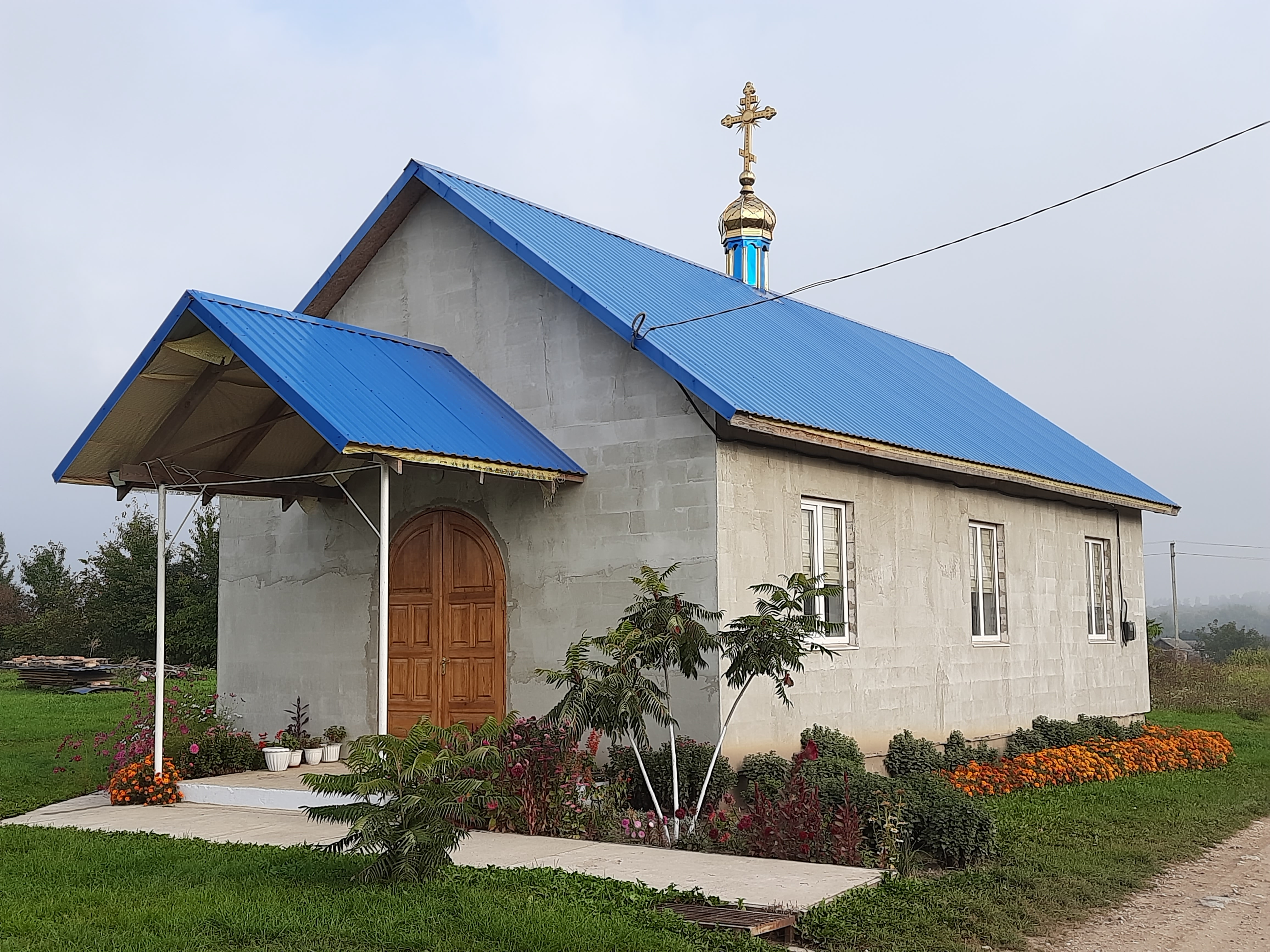
Сільська церква
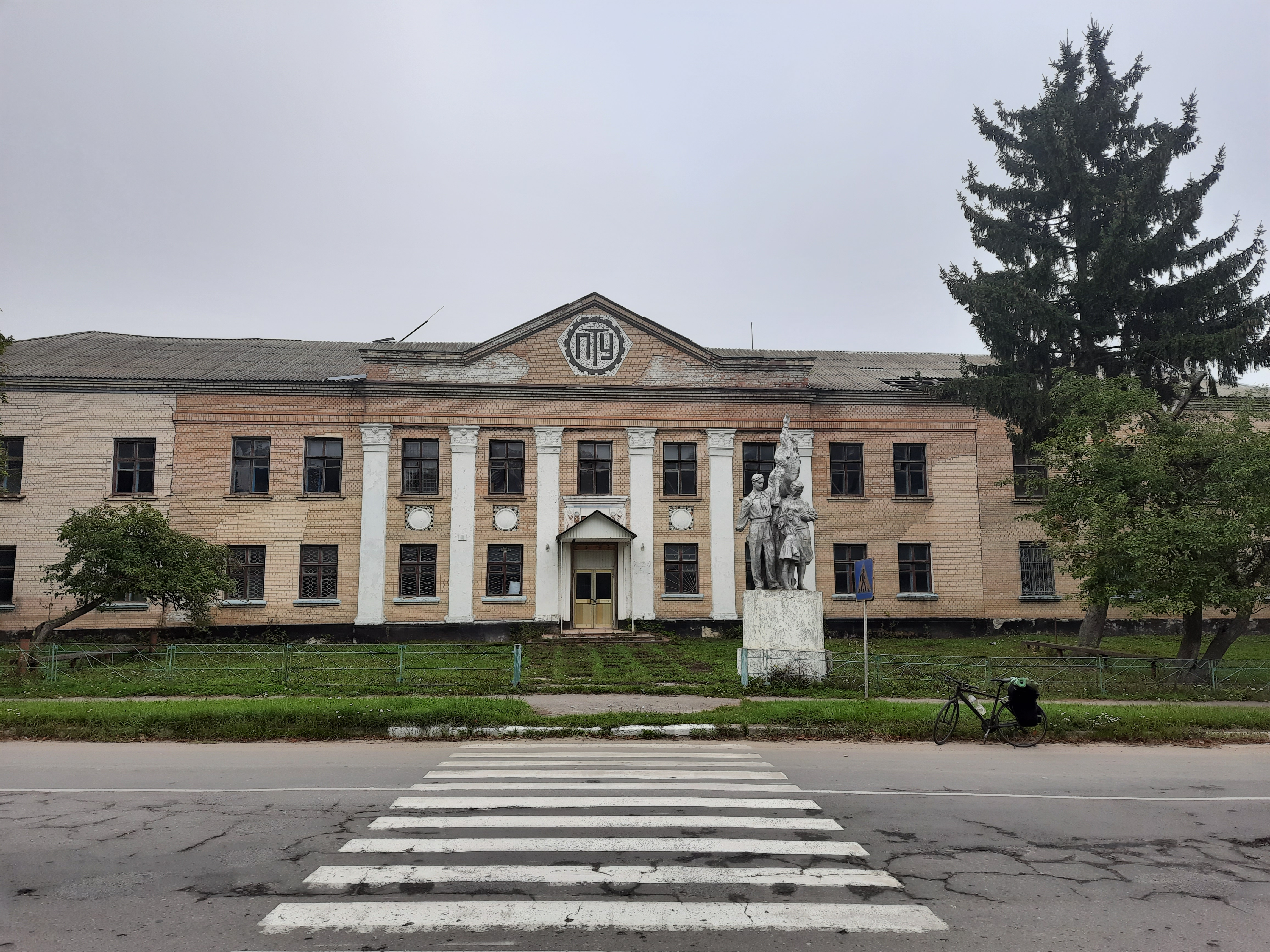
Базалійський професійний ліцей
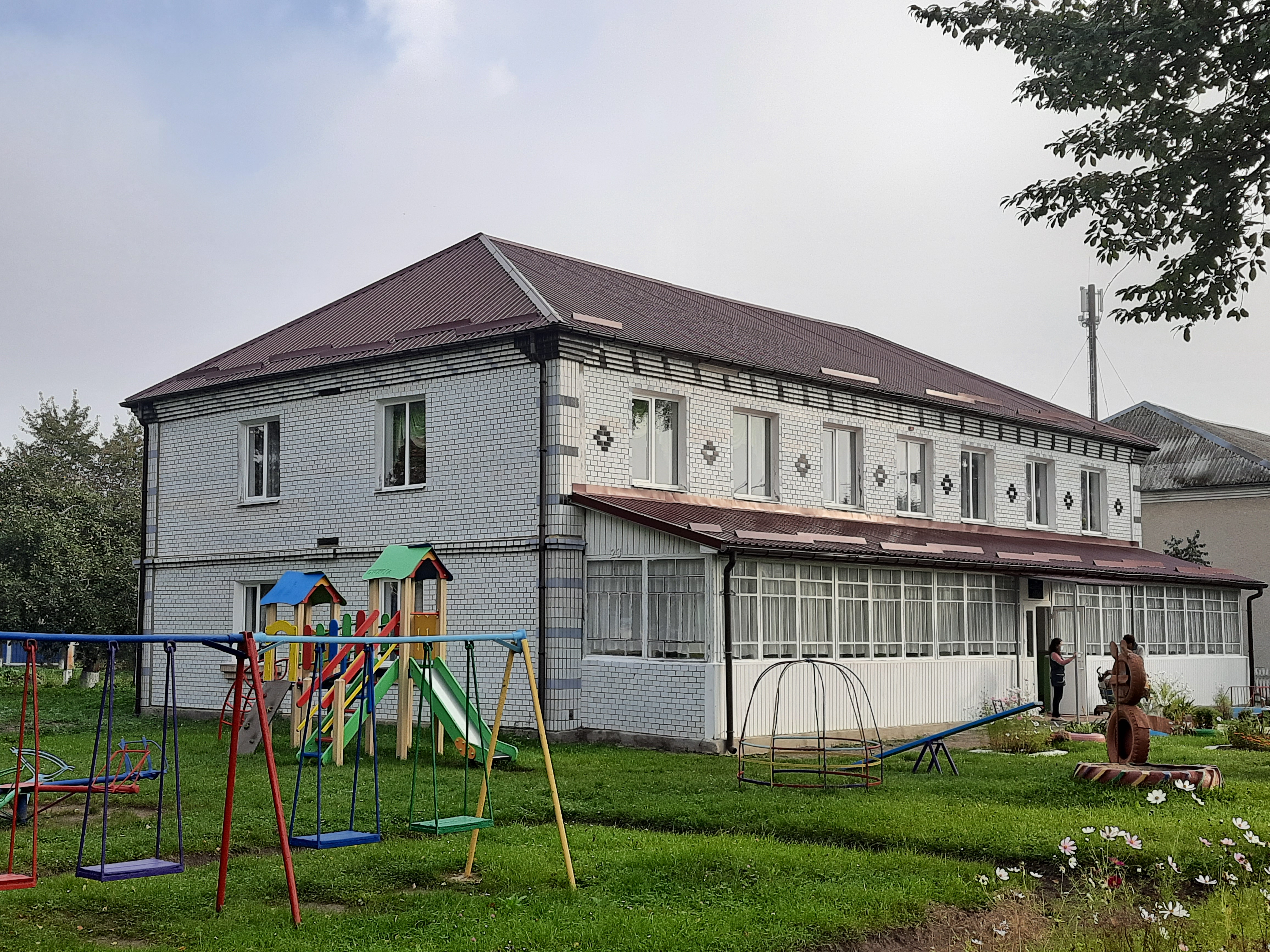
Дитячий садок
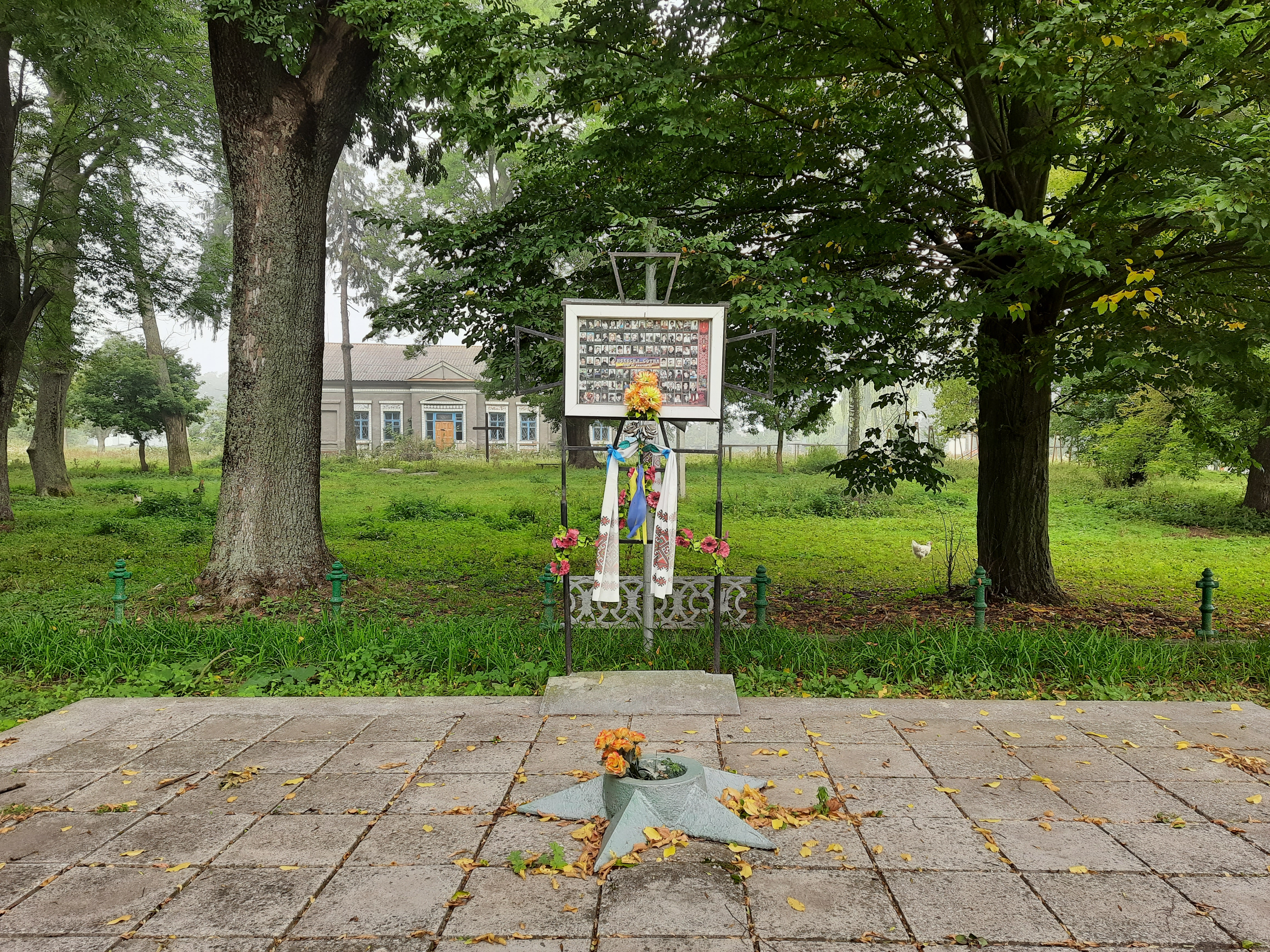
Пам'ятний знак в честь Небесної сотні
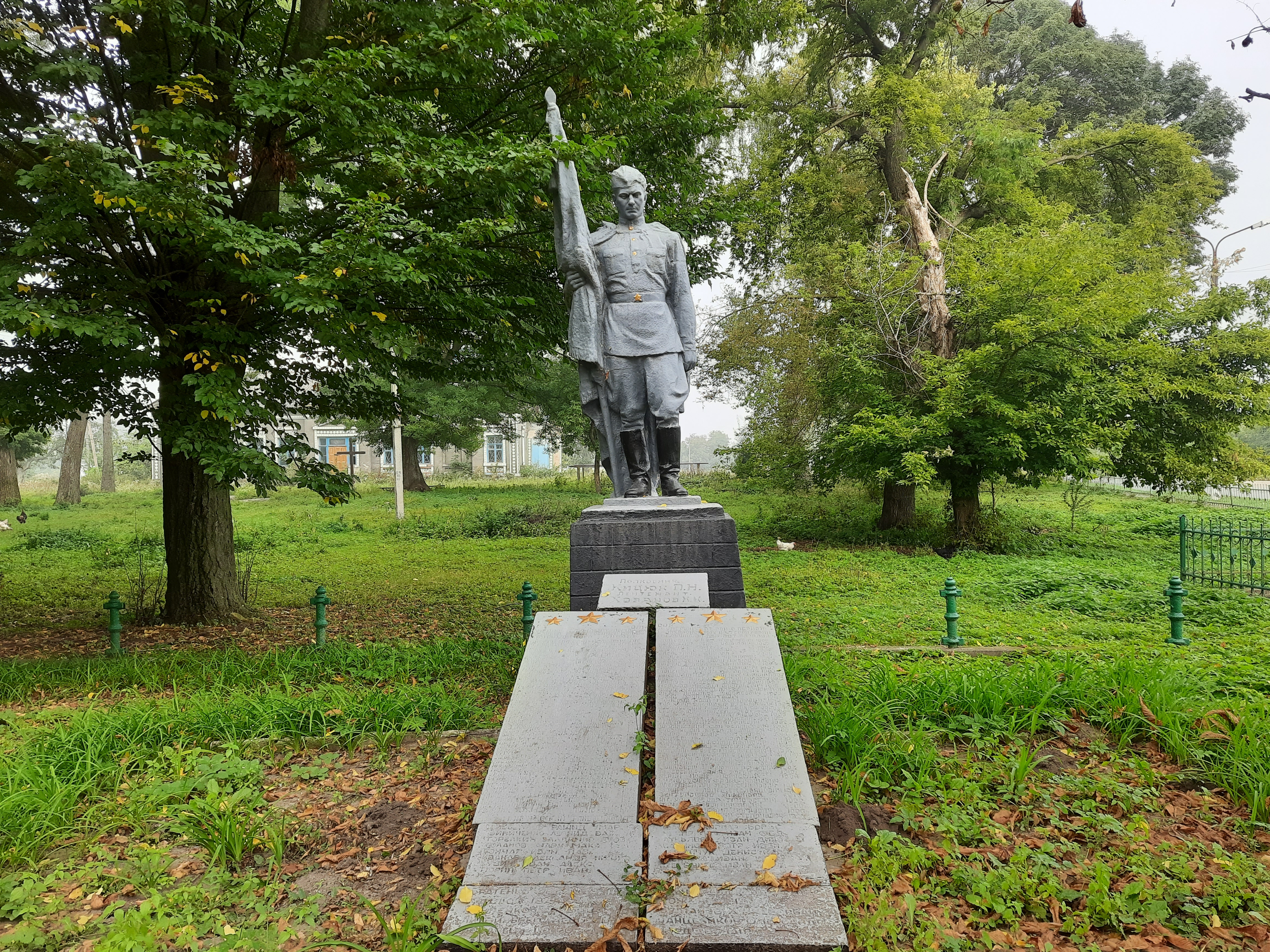
Пам'ятний знак на честь воїнів-земляків
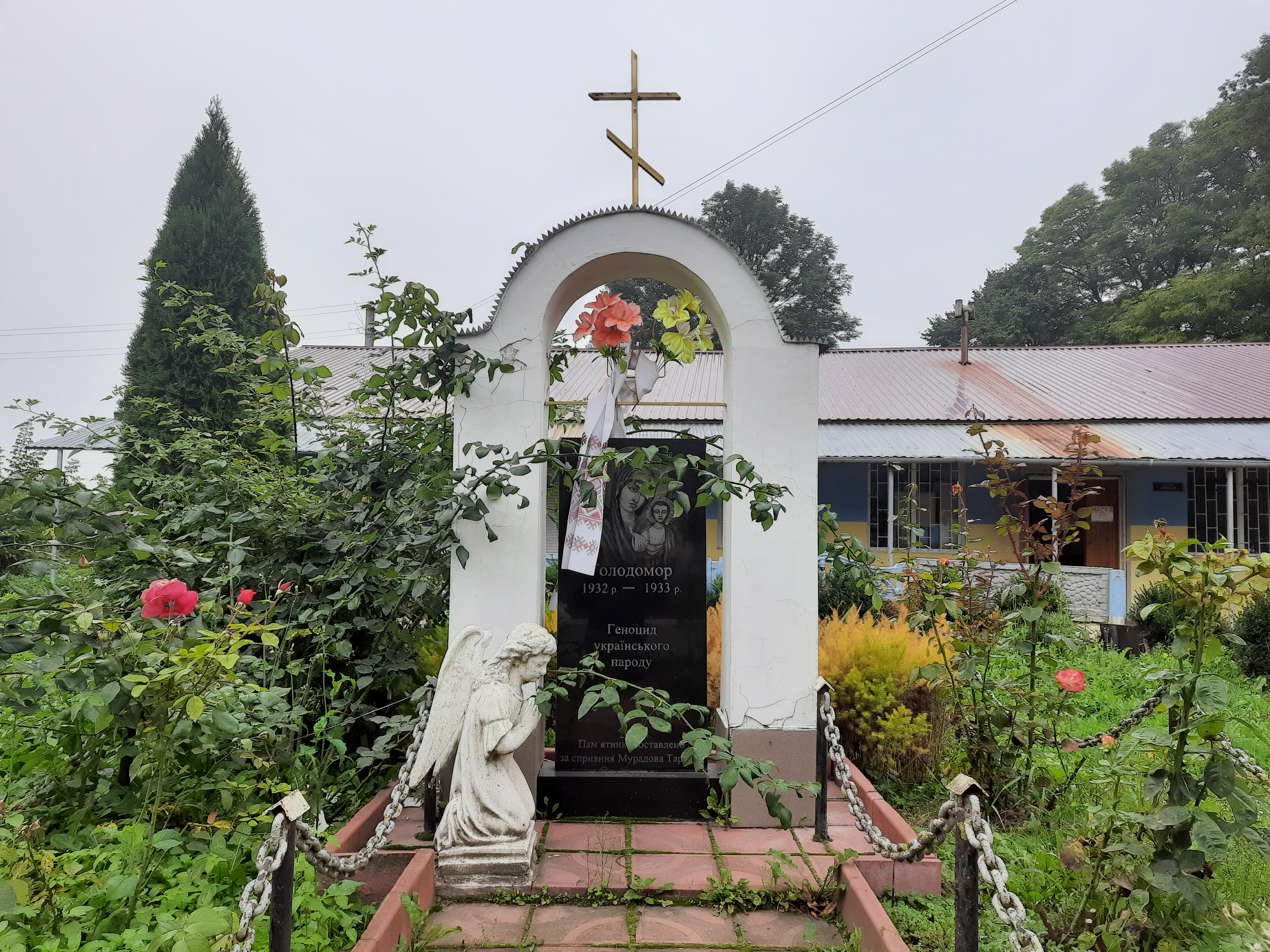
Пам'ятник жертвам голодомору
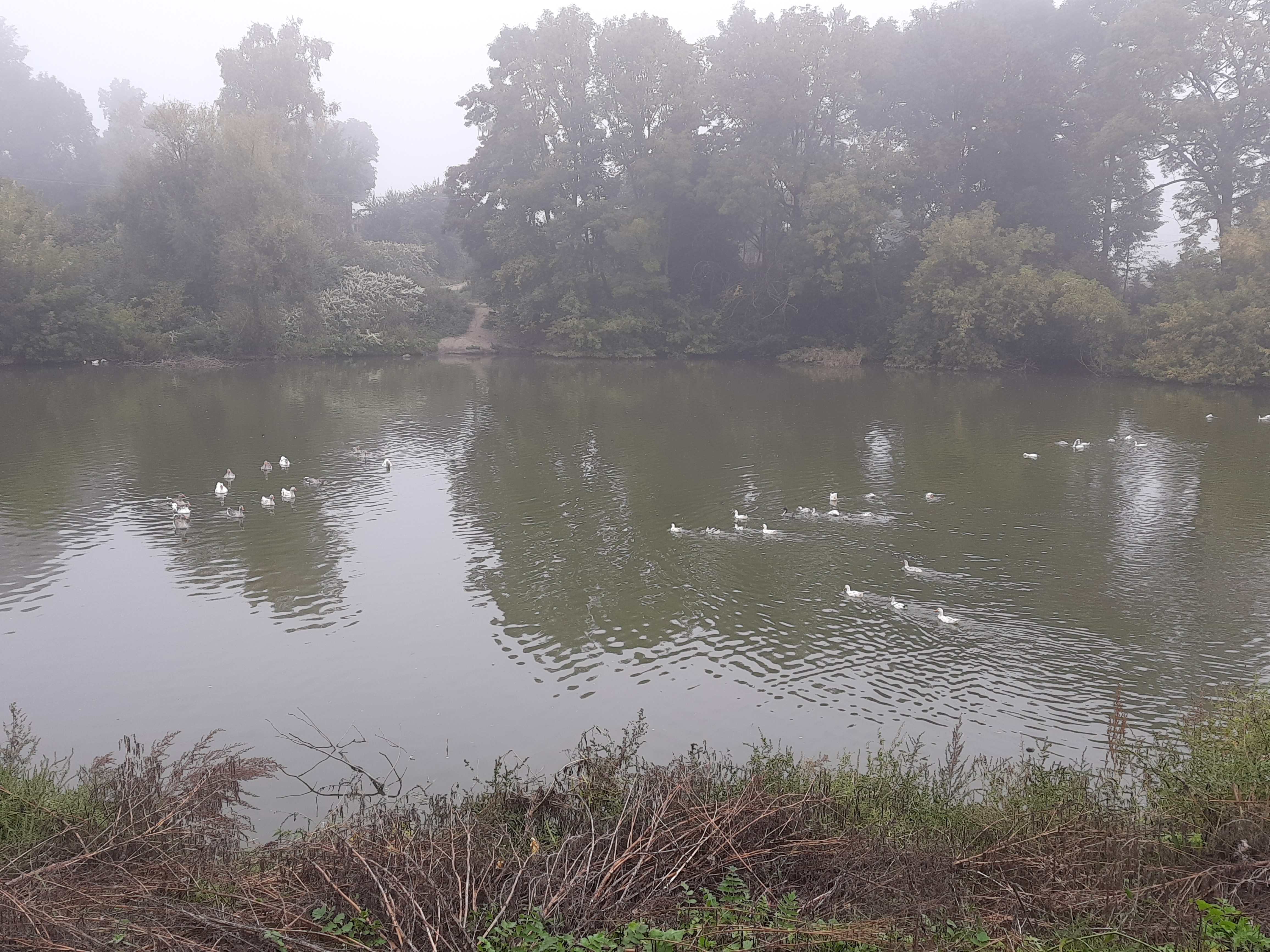
Став біля села